# Белцово блато
Белцово блато (Белчево езеро) е блато, разположено югозападно от село Белцов, покрай река Янтра. Образувано е след силно земетресение и сливане на малък водоем с част от речното корито. Площта му е 0,223 км². Находище на обикновен сладник. Превърнато е в рибарник, който се използва само за любителски риболов.